# نوربرت وو
نوربرت وو (بالإنجليزية: Norbert Wu)‏ هو مصور أمريكي، ولد في 1961.